# Liste der Bodendenkmäler in Großweil
Auf dieser Seite sind die Bodendenkmäler in der oberbayerischen Gemeinde Großweil zusammengestellt. Diese Tabelle ist eine Teilliste der Liste der Bodendenkmäler in Bayern. Grundlage ist die Bayerische Denkmalliste, die auf Basis des Bayerischen Denkmalschutzgesetzes vom 1. Oktober 1973 erstmals erstellt wurde und seither durch das Bayerische Landesamt für Denkmalpflege geführt wird. Die folgenden Angaben ersetzen nicht die rechtsverbindliche Auskunft der Denkmalschutzbehörde.

## Bodendenkmäler in Großweil
| Lage       | Objekt | Akten-Nr.     | Bild |
| ---------- | --- | ------------- | ---- |
| (Standort) | Burgstall des hohen oder späten Mittelalters („Mühleck“).                                                                                            | D-1-8233-0001 |      |
| (Standort) | Abschnittsbefestigung des Mittelalters („Haselleiten“).                                                                                              | D-1-8233-0002 |      |
| (Standort) | Körpergräber des Endneolithikums oder der frühen Bronzezeit.                                                                                         | D-1-8333-0004 |      |
| (Standort) | Brücke und Uferbefestigung des späten Mittelalters und der frühen Neuzeit.                                                                           | D-1-8333-0055 |      |
| (Standort) | Untertägige mittelalterliche und frühneuzeitliche Befunde im Bereich der katholischen Filialkirche St. Georg in Großweil und ihrer Vorgängerbauten.  | D-1-8333-0066 |      |
| (Standort) | Untertägige frühneuzeitliche Befunde im Bereich der katholischen Kapelle St. Korbinian in Kleinweil und ihres Vorgängerbaus.                         | D-1-8333-0068 |      |
| (Standort) | Untertägige spätmittelalterliche und frühneuzeitliche Befunde im Bereich der katholischen Filialkirche St. Martin in Zell und ihrer Vorgängerbauten. | D-1-8333-0070 |      |
| (Standort) | Hofwüstung des Mittelalters und der frühen Neuzeit („Grub“).                                                                                         | D-1-8333-0110 |      |
| (Standort) | Hofwüstung des späten Mittelalters und der frühen Neuzeit („Schwaig“).                                                                               | D-1-8333-0113 |      |